# Talent (trein)
De Talent is een treinstel, een zogenaamde lichtgewichttrein voor het regionaal personenvervoer. Het acroniem Talent staat voor Talbot leichter Nahverkehrstriebwagen.

## Geschiedenis
De Talent is een normaalsporig treinstel volgens UIC normen door Alexander Neumeister in 1994 ontworpen. Na een bouwtijd van 7 maanden door Waggonfabrik Talbot te Aken werd het prototype in februari 1996 voorgesteld. Er werden demonstratieritten georganiseerd in Duitsland, Nederland, Noorwegen, Tsjechië Zwitserland, Denemarken, Luxemburg, Polen en Zweden.
De fabriek is sinds 2001 onderdeel van Bombardier Transportation. In 2006 werd door Bombardier Transportation de Talent 2 gepresenteerd.

### Prototype
In 1997 werd een Talent treinstel (met de baknummers B 188 707 en B 188 708) in opdracht van Talbot in Nederland beproefd op het baanvak Leeuwarden – Sneek. Dit stel heeft daarnaast ook enkele uitstapjes gemaakt naar Stiens, naar Stadskanaal Rail over de spoorlijn tot Stadskanaal en naar de regio Bremen. Het stel heeft in Duitsland als VT 643.07 bij Arriva gereden.

## Inzet

### Duitsland
| Serie                                 | Afbeelding | Vervoerder                | In dienst gesteld | Aantal       | Aantal rijtuigen | Aandrijving            |
| ------------------------------------- | ---------- | ------------------------- | ----------------- | ------------ | ---------------- | ---------------------- |
| Baureihe 643                          |            | DB                        | 1996-2009         | 101          | 2-3              | dieselmechanisch       |
| Baureihe 644                          |            | DB                        | 1999              | 63           | 3                | dieselelektrisch       |
| Baureihe 442, Baureihe 443 (Talent 2) |            | DB                        | 2009-2012         | 321          | 2-5              | elektrisch, mechanisch |
| VT 720                                |            | BOB                       | 2005              | 3            | 2                | Diesel (DMU)           |
| VT 01.1                               |            | DME, tot december 2004    | 1996              | 4            | 3                | dieselmechanisch       |
| VT 2.01                               |            | eurobahn                  | 2000              | 7            | 3                | dieselmechanisch       |
| Talent, (Talent 2)                    |            | National Express          | 2015              | 35           | 5 3              | elektrisch, mechanisch |
| VT 730                                |            | NEB                       | 2006 2011         | 8 1 (ex PEG) | 3                | dieselmechanisch       |
| 700                                   |            | NWB                       | 1996-2009         | 37           | 2-3              | dieselmechanisch       |
| VT 643                                |            | OLA                       | 1998              | 13           | 3                | dieselmechanisch       |
| VT 643                                |            | PEG                       | 1996-2009         | 18           | 2-3              | dieselmechanisch       |
| 1000                                  |            | Regiobahn GmbH            | 1999              | 12           | 2                | dieselmechanisch       |
| Abellio Rail Talent, (Talent 2)       |            | Abellio Rail NRW          | 2015              | 15 20        | 5 3              | elektrisch, mechanisch |
| Abellio Rail Talent, (Talent 2)       |            | Abellio Rail Südwest GmbH | 2019-2020         | 26 26        | 5 3              | elektrisch, mechanisch |
| SWEG Talent, (Talent 2)               |            | SWEG                      | 2013              | 2            | 3                | elektrisch, mechanisch |

### Hongarije
| Serie    | Afbeelding | Vervoerder | In dienst gesteld | Aantal | Aantal rijtuigen | Aandrijving                 |
| -------- | ---------- | ---------- | ----------------- | ------ | ---------------- | --------------------------- |
| MÁV 5342 |            | MÁV        | 2007              | 10     | 4                | Wisselstroom / Bovenleiding |

### Noorwegen
| Serie | Afbeelding | Vervoerder | In dienst gesteld | Aantal | Aantal rijtuigen | Aandrijving                            |
| ----- | ---------- | ---------- | ----------------- | ------ | ---------------- | -------------------------------------- |
| BM 93 |            | NSB        | 2000-2002         | 15     | 2                | dieselelektrisch met kantelbaktechniek |

### Oostenrijk
| Serie         | Afbeelding | Vervoerder | In dienst gesteld | Aantal | Aantal rijtuigen | Aandrijving                 |
| ------------- | ---------- | ---------- | ----------------- | ------ | ---------------- | --------------------------- |
| Baureihe 4023 |            | OBB        | 2003              | 11     | 3                | Wisselstroom / Bovenleiding |
| Baureihe 4024 |            | OBB        | 2004              | 140    | 4                | Wisselstroom / Bovenleiding |
| Baureihe 4124 |            | OBB        | 2006              | 37     | 4                | Wisselstroom / Bovenleiding |

### Slowakije
| Serie  | Afbeelding | Vervoerder | In dienst gesteld | Aantal     | Aantal rijtuigen | Aandrijving      |
| ------ | ---------- | ---------- | ----------------- | ---------- | ---------------- | ---------------- |
| VT 643 |            | RegioJet   | 2012              | 9 (ex PEG) | 3                | dieselmechanisch |

### Canada
| Serie  | Afbeelding | Vervoerder                | In dienst gesteld | Aantal | Aantal rijtuigen | Aandrijving      |
| ------ | ---------- | ------------------------- | ----------------- | ------ | ---------------- | ---------------- |
| Talent |            | OC Transpo Ottawa, Canada | 2002              | 26     | 3                | dieselmechanisch |

## Constructie en Techniek
Typerend aan dit treinstel is door de toepassing van Scharfenbergkoppeling de spitse neus met de grote voorruit. De zijwanden zijn niet zoals bij de meeste railvoertuigen vlak gemaakt, maar hebben een kleine ronding. In de optielijst kwamen ook zaken voor die nodig zijn om op de straat te kunnen rijden, zoals knipperlichten, buitenspiegels enz.
Bij de treinen geleverd aan de NSB werd voor meer comfort op lange afstand kantelbaktechniek toegepast.
De Talent wordt geleverd in een twee- en driedelige uitvoering, als elektrisch treinstel en dieseltreinstel. Bij het dieseltreinstel naar keuze met een mechanische of een elektrische overbrenging.
De dieselmotoren bevinden zich in de uiteinden van de wagenbakken, waardoor de vloerhoogte daar 1130 mm boven bovenkant Rail (spoorwegen) bedraagt. In het midden, waar zich de deuren bevinden, is de vloerhoogte 590, 800 of 960 mm. De trein heeft meestal een eenvoudig interieur. De treinstellen zijn uitgerust met luchtvering.

## Foto's

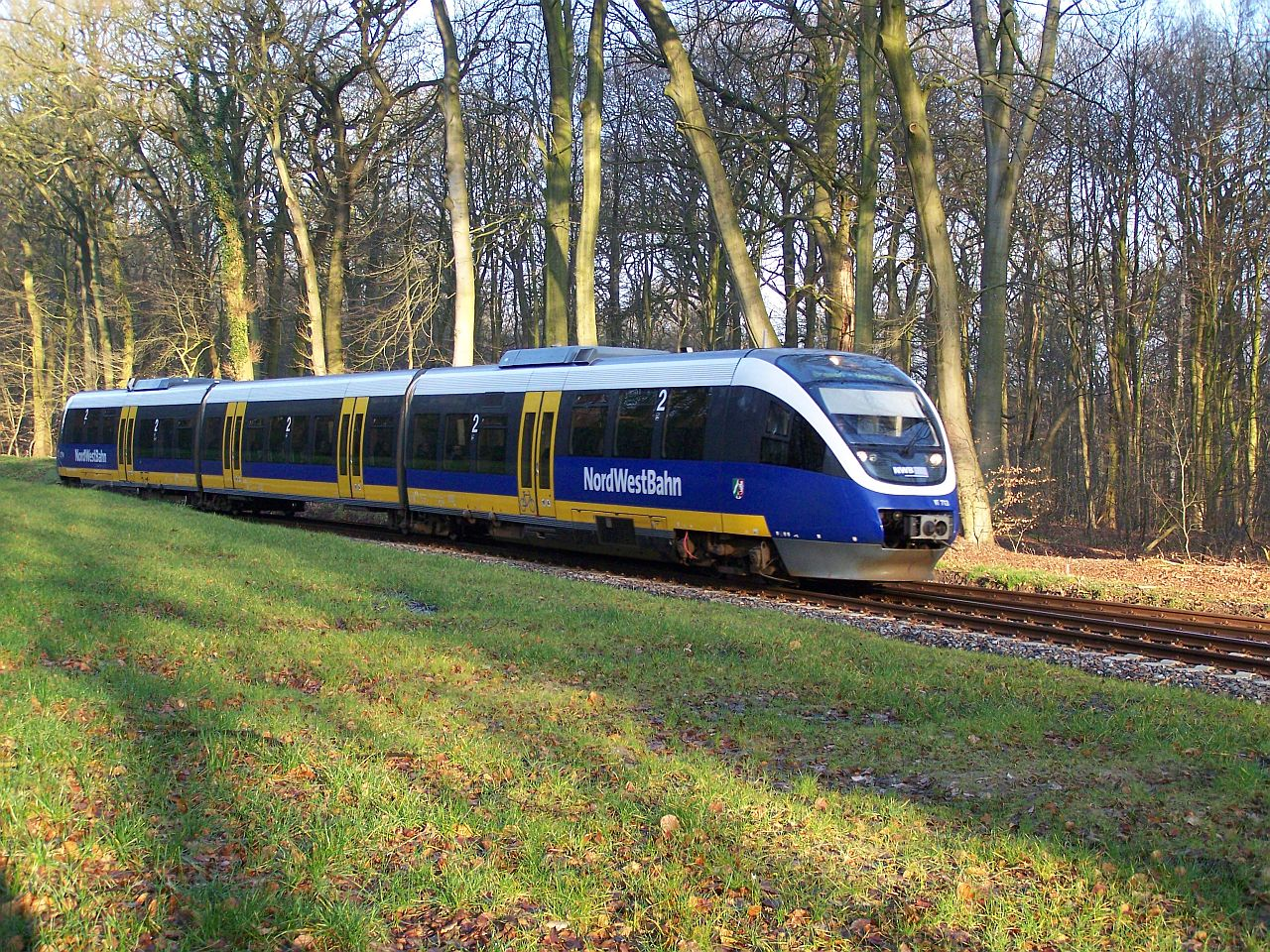
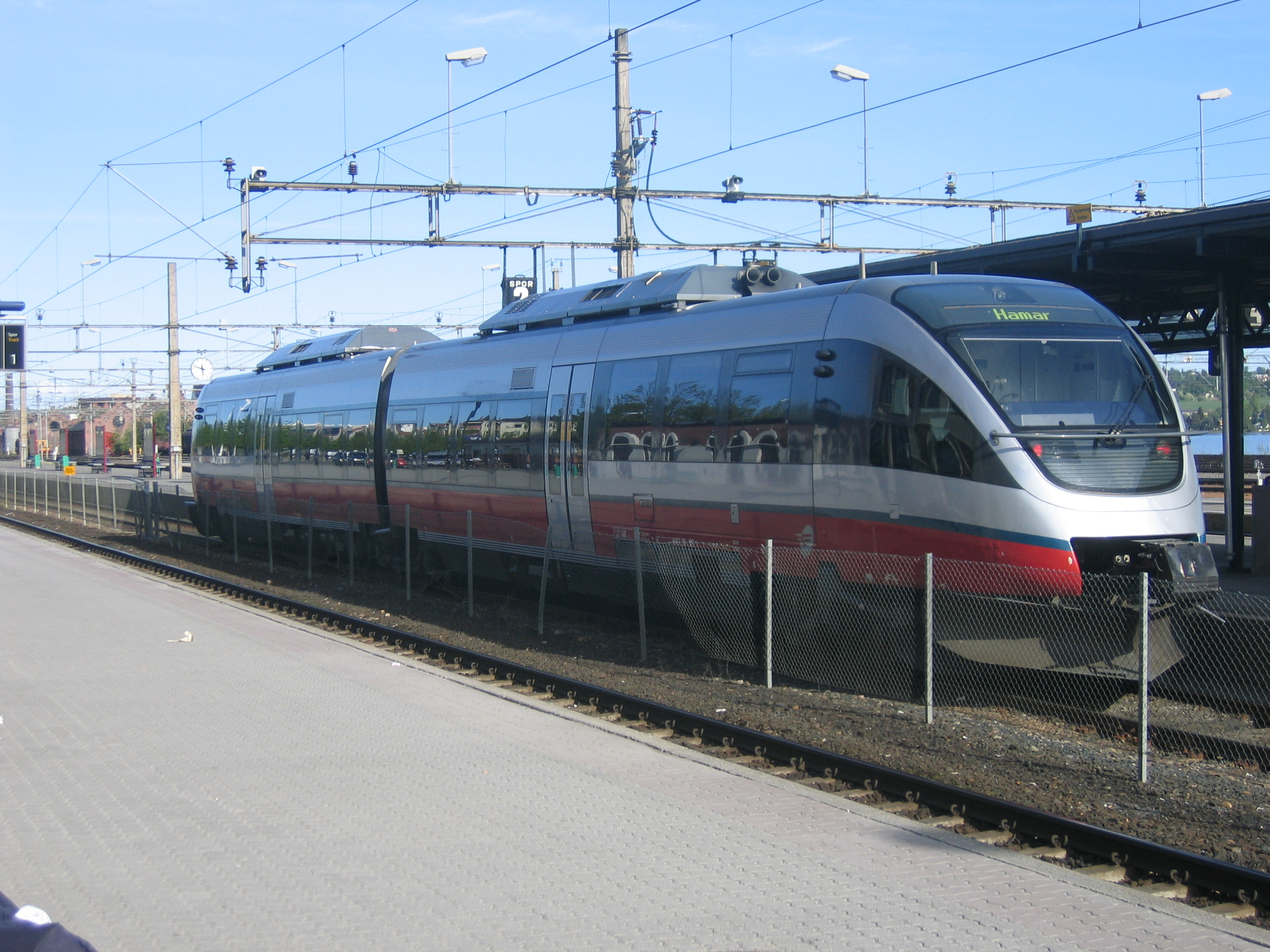
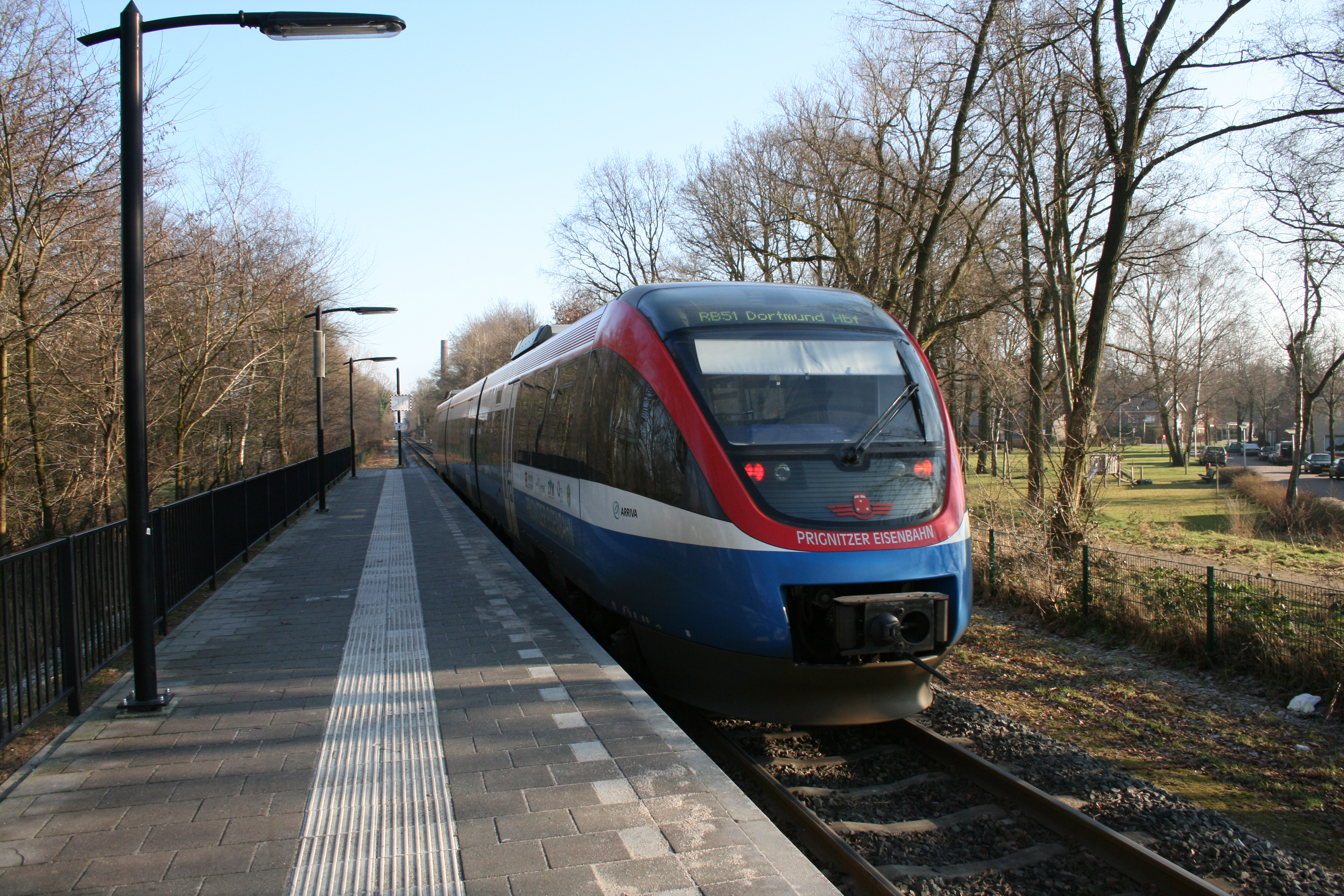
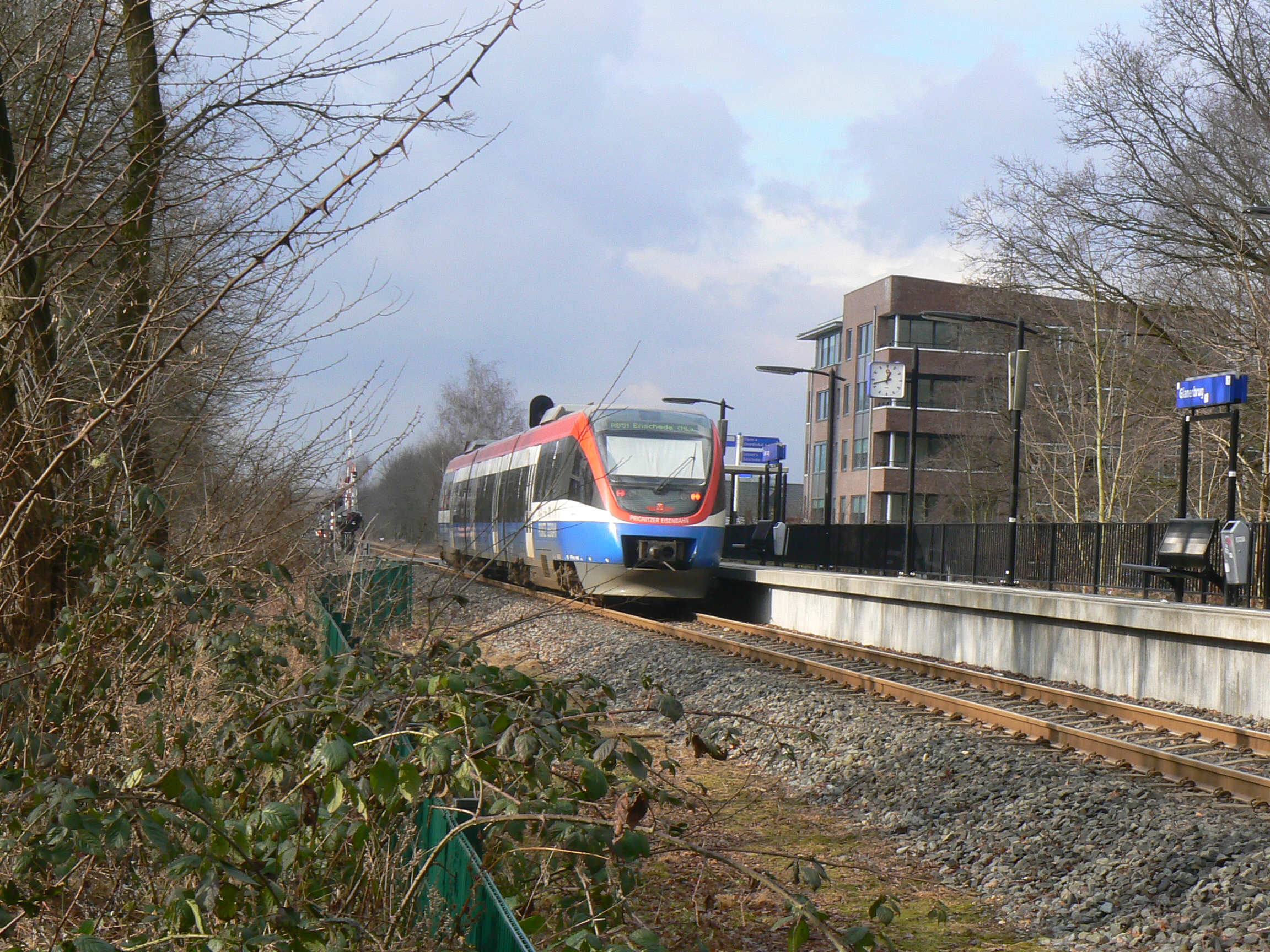
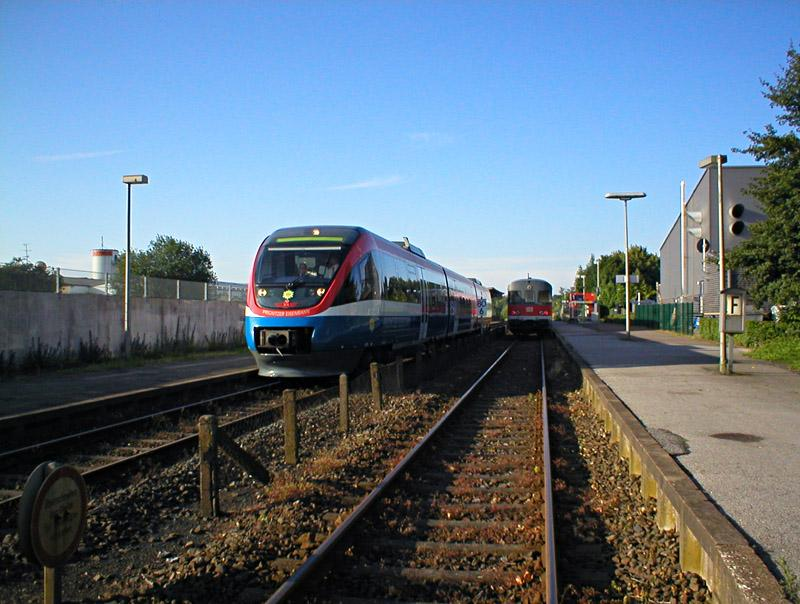
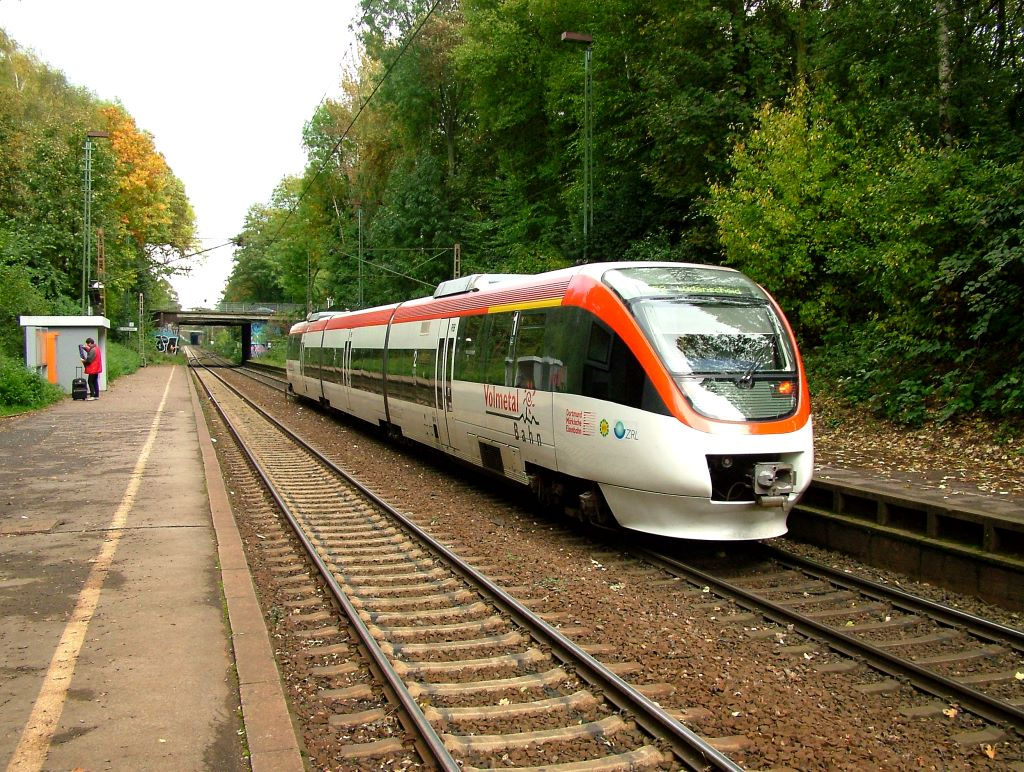
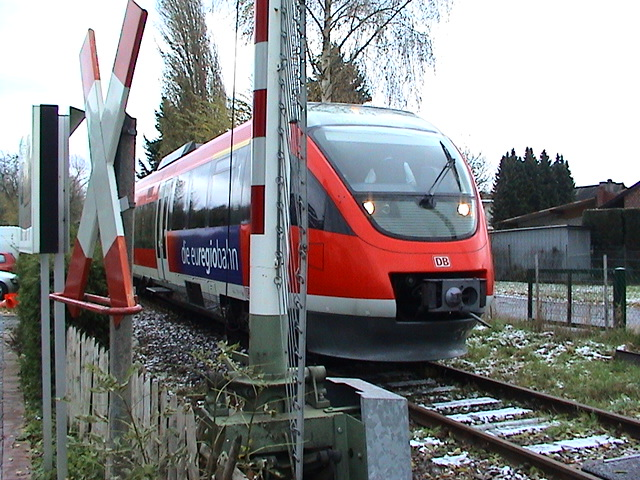
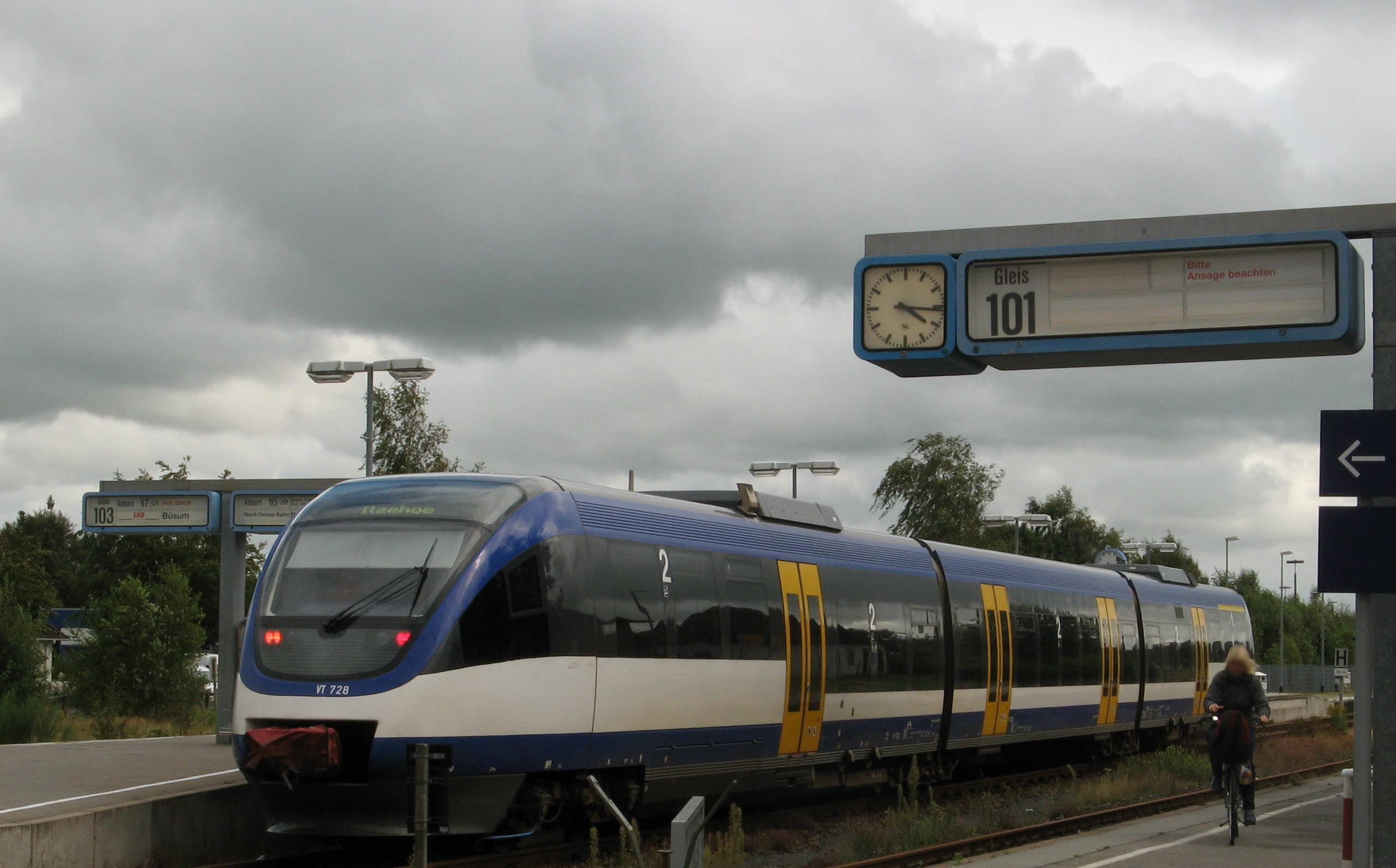
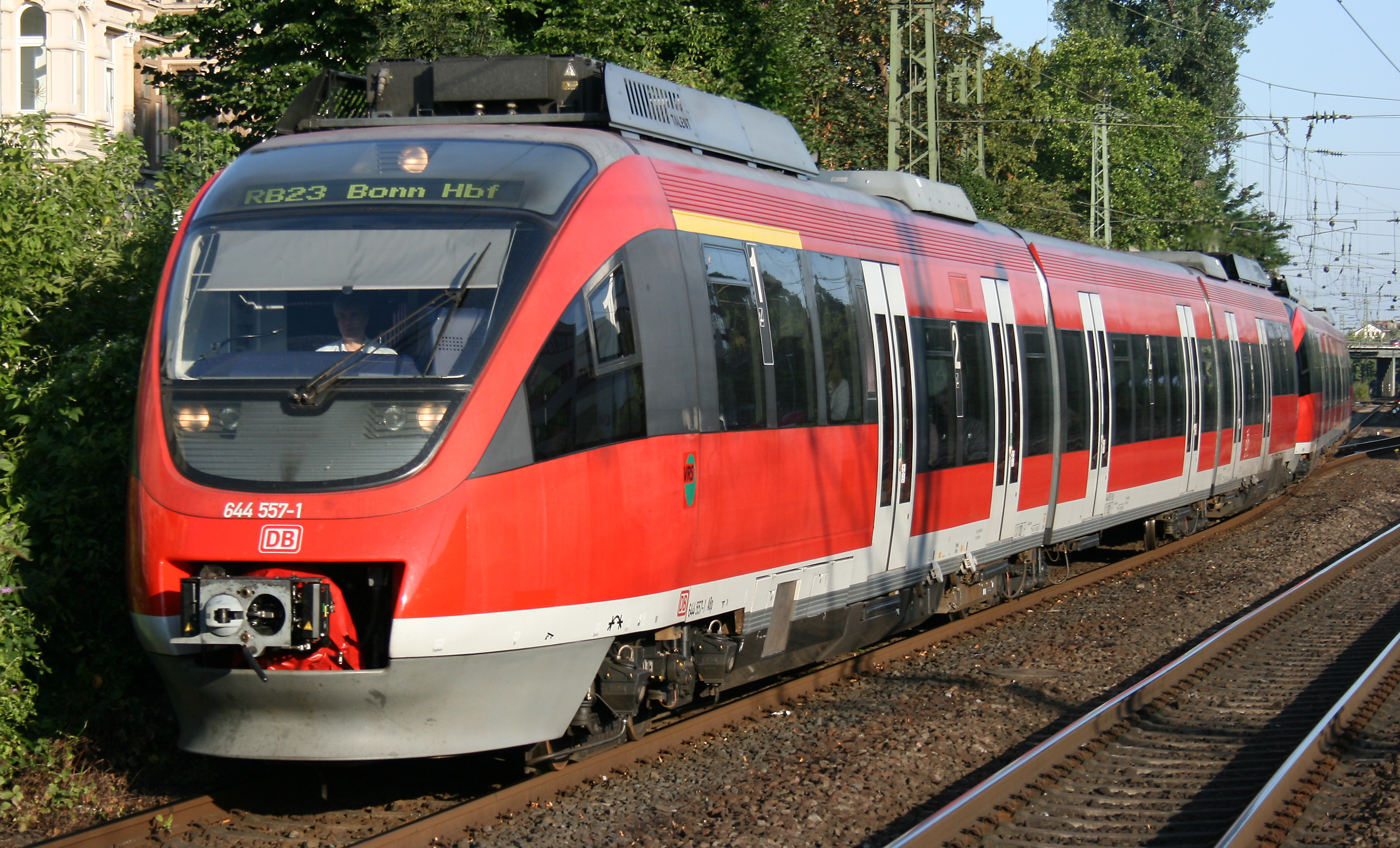
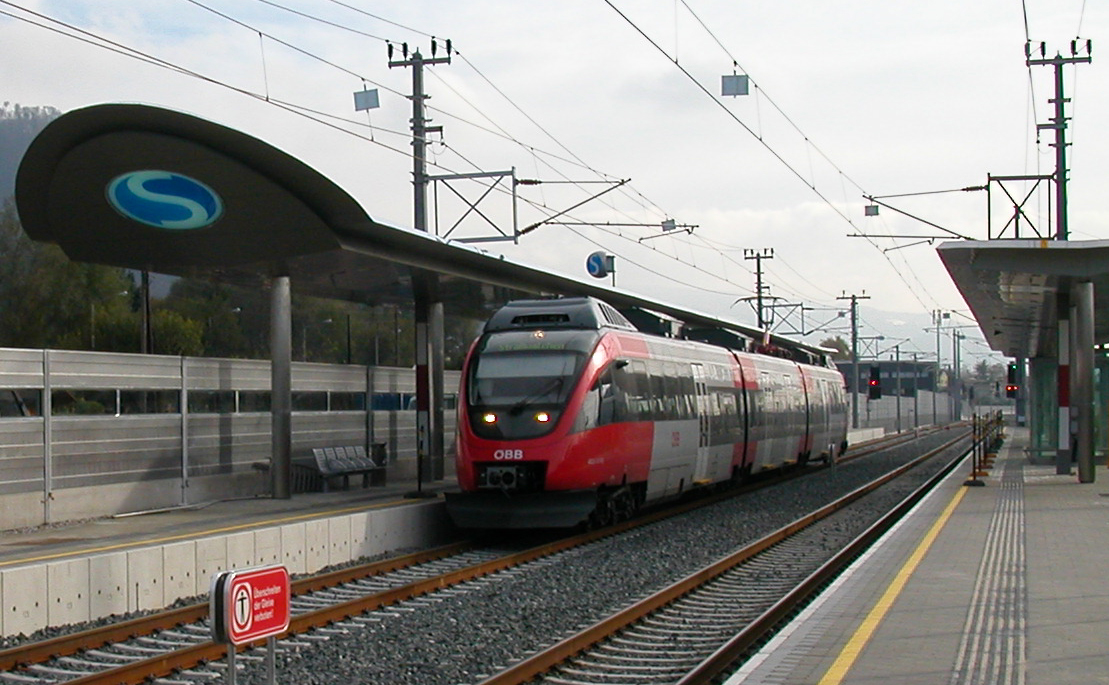
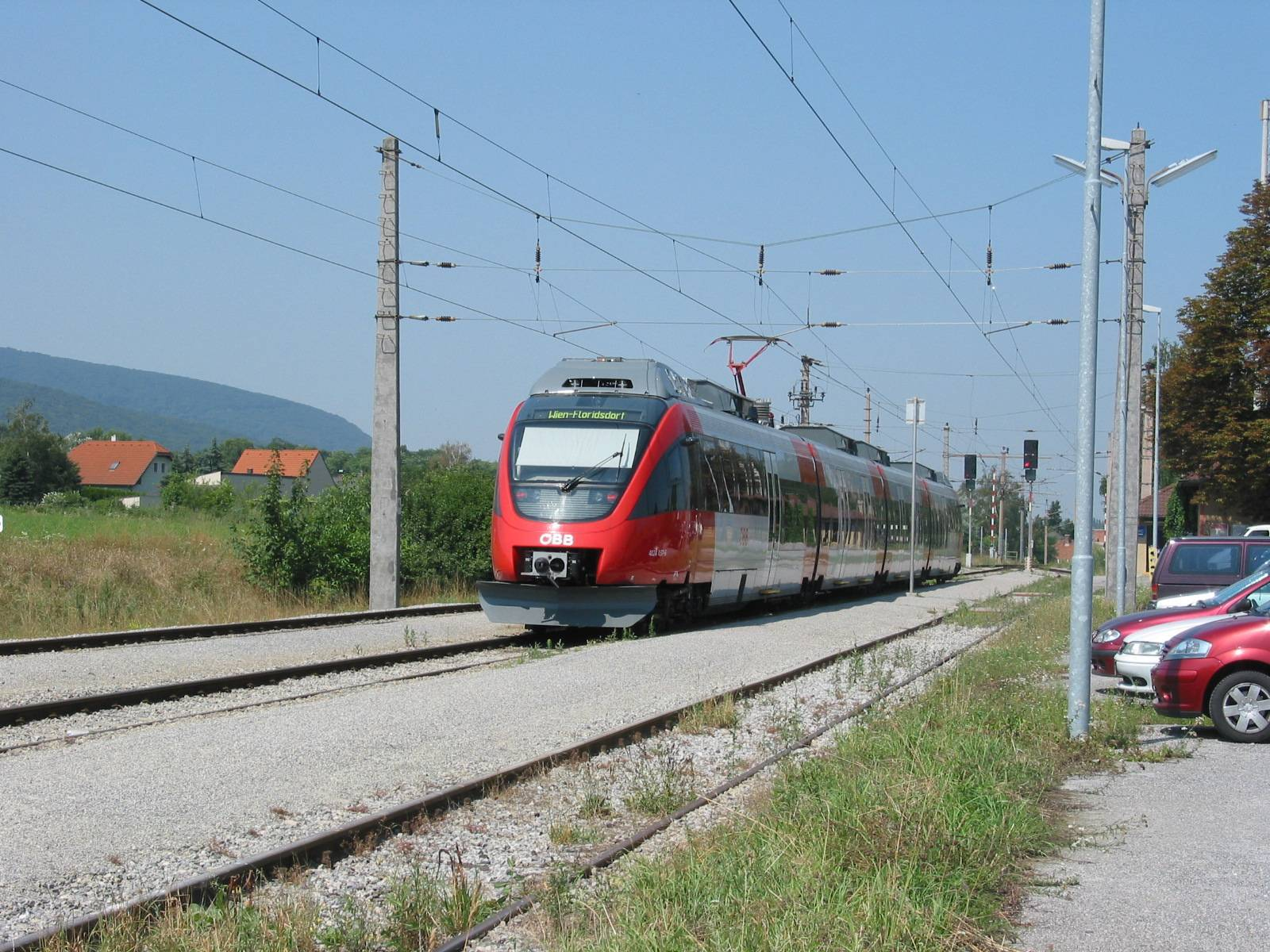
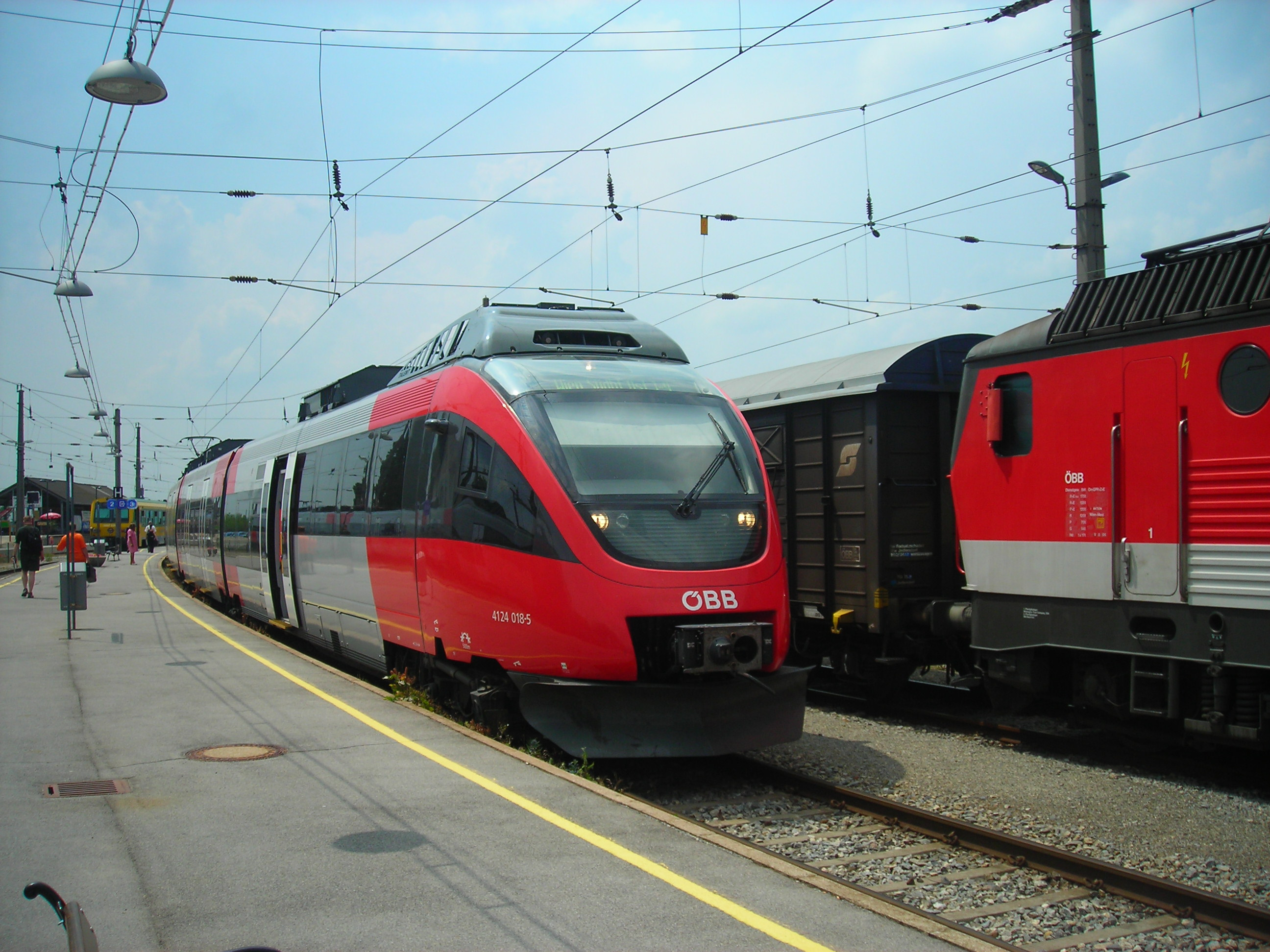
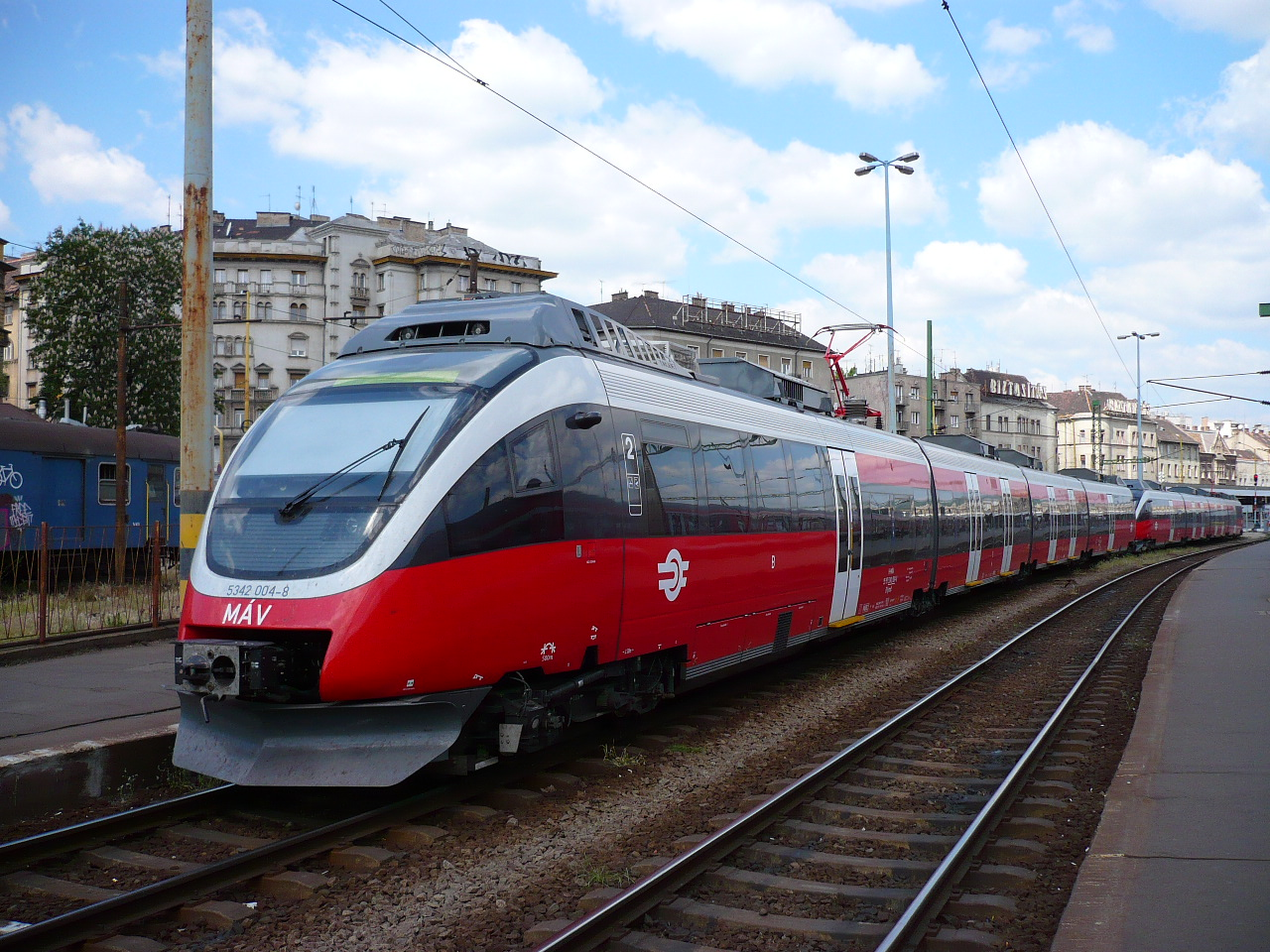
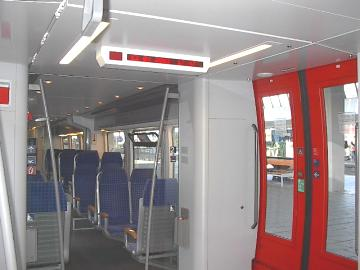
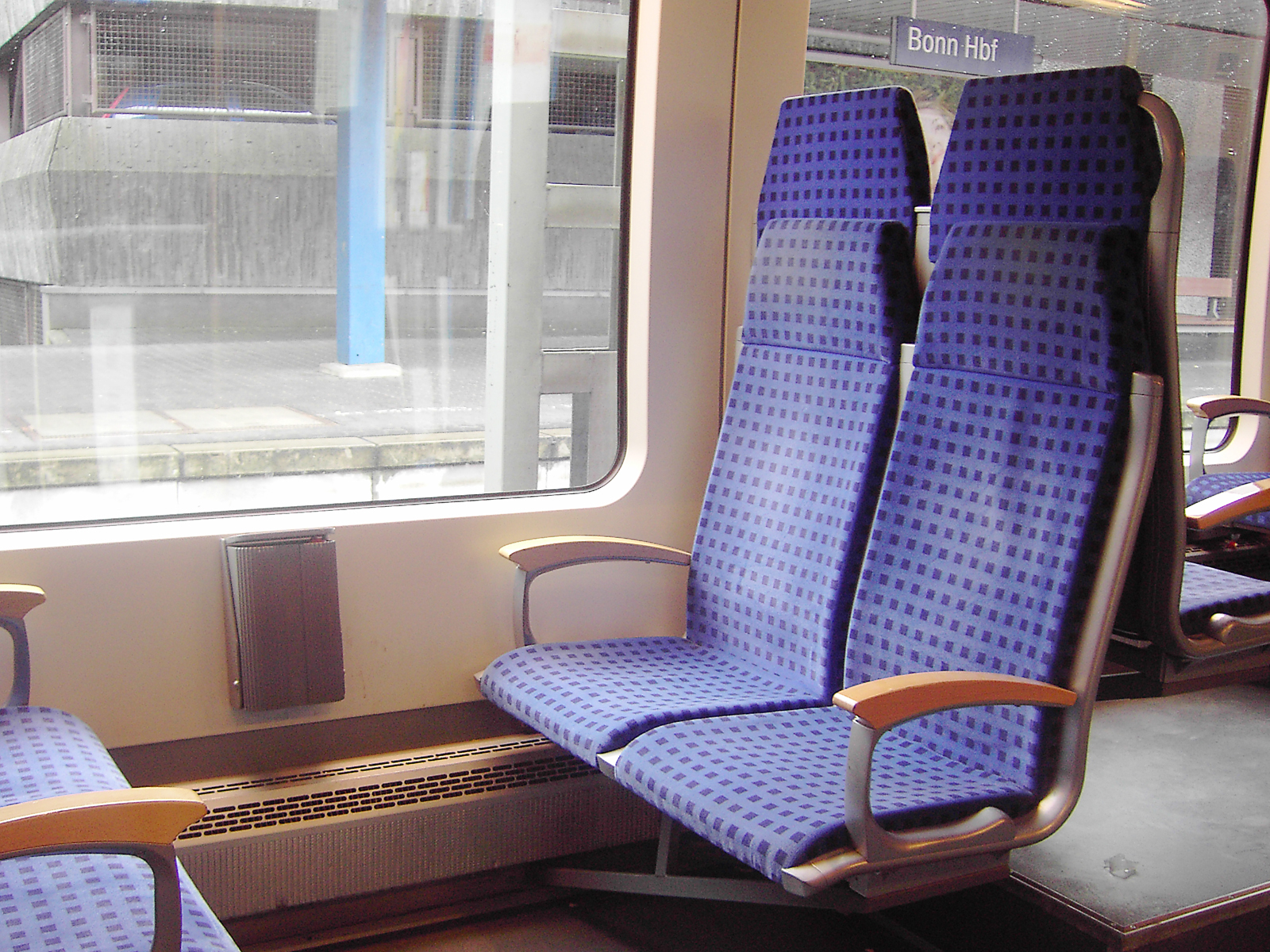
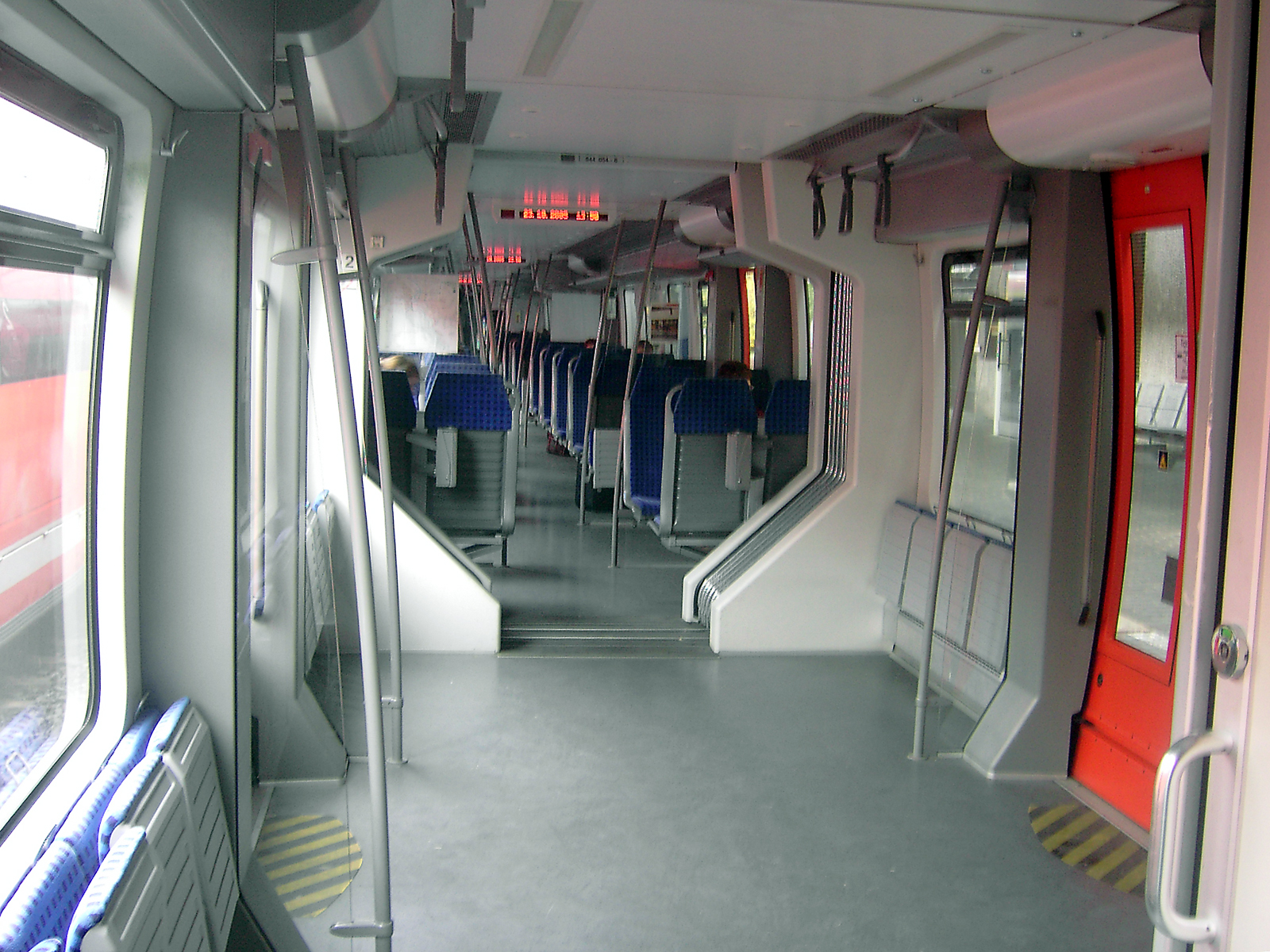
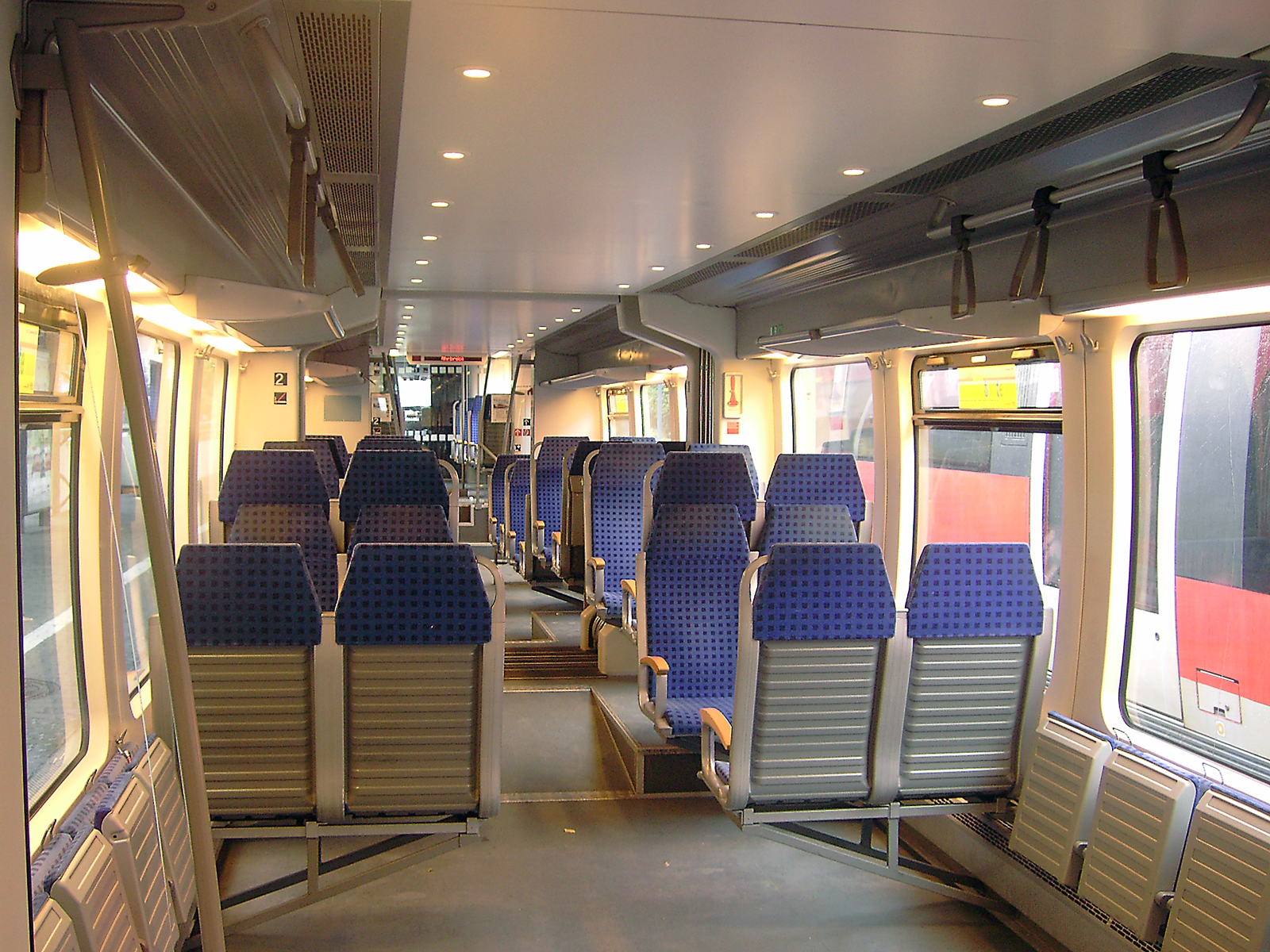
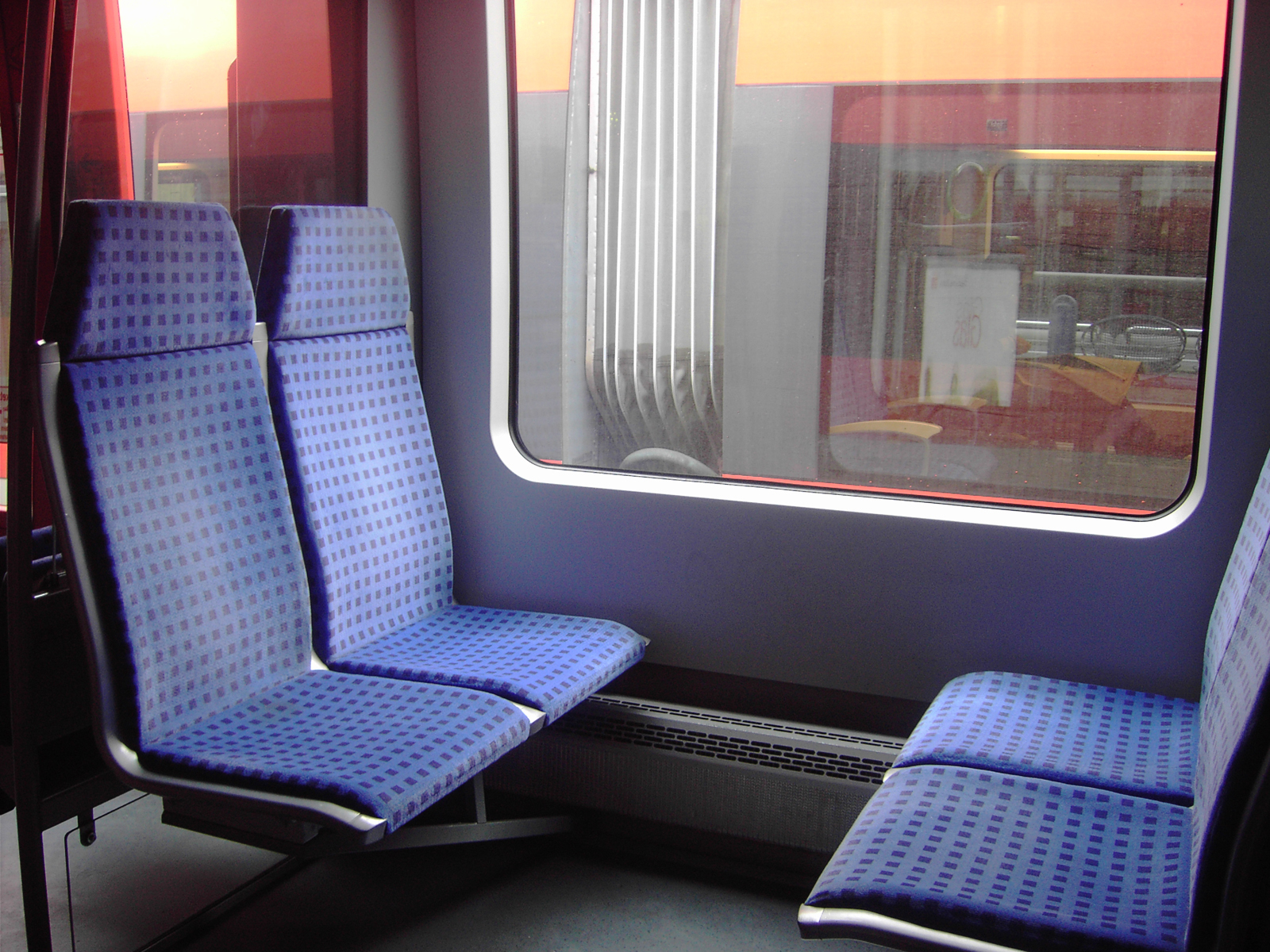
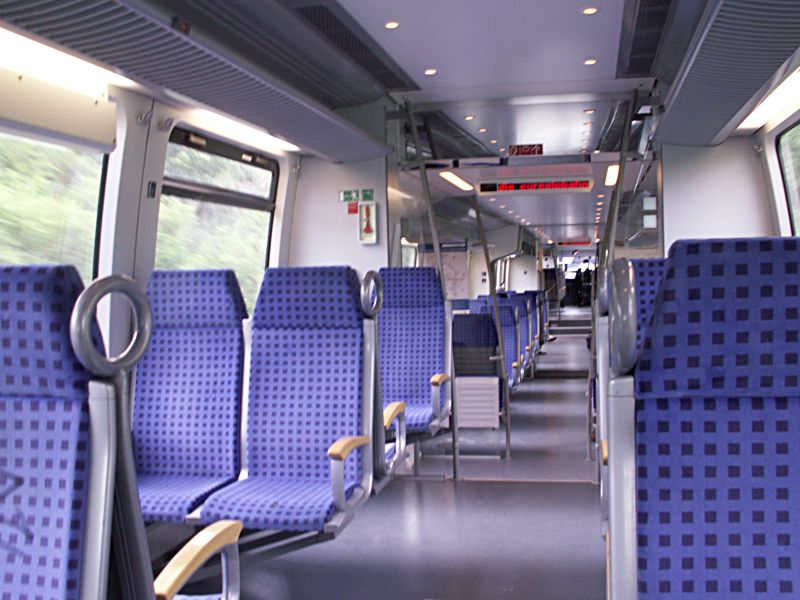